# Canyon Eaton
Ne doit pas être confondu avec Eaton Canyon.
Le canyon Eaton est une gorge située sur la rivière Caniapiscau, à 300 km au sud de Kuujjuaq au Québec (Canada). Cette section encaissée de rivière de 2,5 km de longueur comprend des falaises allant jusqu'à 100 m de haut, et une chute de 30 m.

## Toponymie
Le nom du canyon Eaton a été donné par le géologue Albert Peter Low dans son rapport publié par la Commission géologique du Canada à la suite de son passage dans la région en 1893-1894. Il a été nommé en l'honneur de son assistant D. I. V. Eaton, qui a effectué des relevés techniques lors de l'expédition. Géologue et topographe, Eaton a travaillé pour le gouvernement fédéral entre 1887 et 1896. La gorge a été initialement orthographiée Eaton Cañon dans le rapport de Low. La Commission de géographie du Québec l'a officialisée sous le nom de Eaton Canyon en 1944. Le nom a été francisé sous sa forme actuelle en 1970.
Quant aux Naskapis, ils désignent cette section de la rivière sous le nom de Kwatasiu, qui signifie « il y a là un trou ou une caverne ». Cette dénomination provient sans doute de l'encaissement très prononcé de la rivière dans la gorge.

## Histoire
Au cours de l'automne 2020, le canyon a été inclus dans la réserve de territoire aux fins d’aire protégée du Canyon-Eaton, une aire protégée de 1 243 km2. Il est prévu donner à cette aire protégée le statut de réserve de biodiversité.